# Тальоло-Монферрато
Тальоло-Монферрато (итал. Tagliolo Monferrato) — коммуна в Италии, располагается в регионе Пьемонт, в провинции Алессандрия.
Население составляет 1546 человек (2008 г.), плотность населения составляет 60 чел./км². Занимает площадь 26 км². Почтовый индекс — 15070. Телефонный код — 0143.
Покровителем населённого пункта считается святой Карло Борромео.

## Демография
Динамика населения: